# Maydenoptila antennifera
Maydenoptila antennifera är en nattsländeart som beskrevs av Wells 1983. Maydenoptila antennifera ingår i släktet Maydenoptila och familjen smånattsländor. Inga underarter finns listade i Catalogue of Life.